# Биков Леонід Федорович
Леоні́д Фе́дорович Би́ков (12 грудня 1928, Знаменське, Слов'янський район, Артемівська округа, Українська РСР, СРСР — 11 квітня 1979, Вишгородський район, Київська область, Українська РСР, СРСР) — український радянський актор, кінорежисер та сценарист, заслужений артист УРСР (1958), заслужений артист РРФСР (1965), народний артист УРСР (1974).
Закінчив акторський факультет Харківського державного театрального інституту (курс Данила Антоновича). У кінематографі дебютував у фільмах «Переможці» (1952), який не вийшов на екрани, та «Доля Марини» (1953).
Всенародне визнання Бикову принесли кінофільми «В бій ідуть тільки «старики» (1974) і «Ати-бати, йшли солдати…» (1977), за які він отримав Державну премію СРСР як режисер і актор (ролі капітана Титаренка і старшини Святкіна). Всього зіграв у кіно більше 20 ролей, написав кілька сценаріїв. Загинув у автокатастрофі.

## Життєпис
Народився 12 грудня 1928 року у селі Знаменське (нині — в складі смт. Черкаське Краматорського району Донецької області України) Слов'янського району Артемівської округи Української РСР, на вулиці Свободи, 6, в родині робітників. У свідоцтві про народження Леоніда, яке видане 18 грудня 1928 р. прізвище новонародженого і його батьків вказане, як "Биків" Мав старшу сестру Луїзу.
Батьки — механізатор Федір Іванович Биков (1898 року народження), який пригнав у село перший трактор, і Зінаїда Панкратівна Бикова (1907 року народження) з дітьми переїхали в Краматорськ, де жили у Жовтневому селищі, № 130. Цього ж року Леонід пішов до першого класу школи № 6. Пізніше, до 1941 року, навчався у школі № 11. Під час Другої світової війни у жовтні 1941 року разом із сім'єю був евакуйований до міста Барнаул. Після повернення до Краматорська вступив до машинобудівного технікуму, де вчився у 1944—1945 роках, але не закінчив його. У 1945—1946 роках навчався у школі робочої молоді. Останній 10 клас закінчував у середній школі № 6, яку закінчив у 1947 році. Беручи участь у самодіяльності, уперше вийшов на сцену місцевого будинку культури імені Леніна.
Змалку мріяв про авіацію і двічі вступав до льотних училищ. Вперше, у 1943 році — в Ойрот-Турі, куди в 1942 році було евакуйовано другу Ленінградську спецшколу військових льотчиків, але туди через дописані роки та маленький зріст прийнятий не був. Вдруге, у 1945 році — у Кривому Розі в льотне училище, але через місяць виключений за те, що додав собі зайвий рік.
В школу акторів у Києві прийнятий також не був, адже станом на 1946 рік він ще не мав атестату про середню освіту, але наступного року Биков вступив на українське відділення акторського факультету Харківського театрального інституту, який закінчив у 1951 році на курсі Данила Антоновича. 
Режисер Мар'ян Крушельницький помітив талант Бикова і особисто запросив його до Харківського українського драматичного театру імені Тараса Шевченка на роль кочегара Паллади в «Загибелі ескадри» Олександра Корнійчука. У 1951—1960 роках Биков — актор Харківського державного академічного театру імені Тараса Шевченка. У театрі починається його акторська кар'єра. Роль матроса Паллади стала дебютною на театральній сцені. У 1952 році зіграв роль Павки Корчагіна у «Як гартувалась сталь», Москателя у комедії «З коханням не жартують», Жанека у «Не називаючи прізвищ», Володі у «Людина шукає щастя». Биков на сцені театру зіграв понад 20 ролей — головних, другорядних і навіть без слів («Роки блукань», «Вулиця трьох солов'їв, 17», «Коли цвіте акація», «В пошуках радості» та інші).

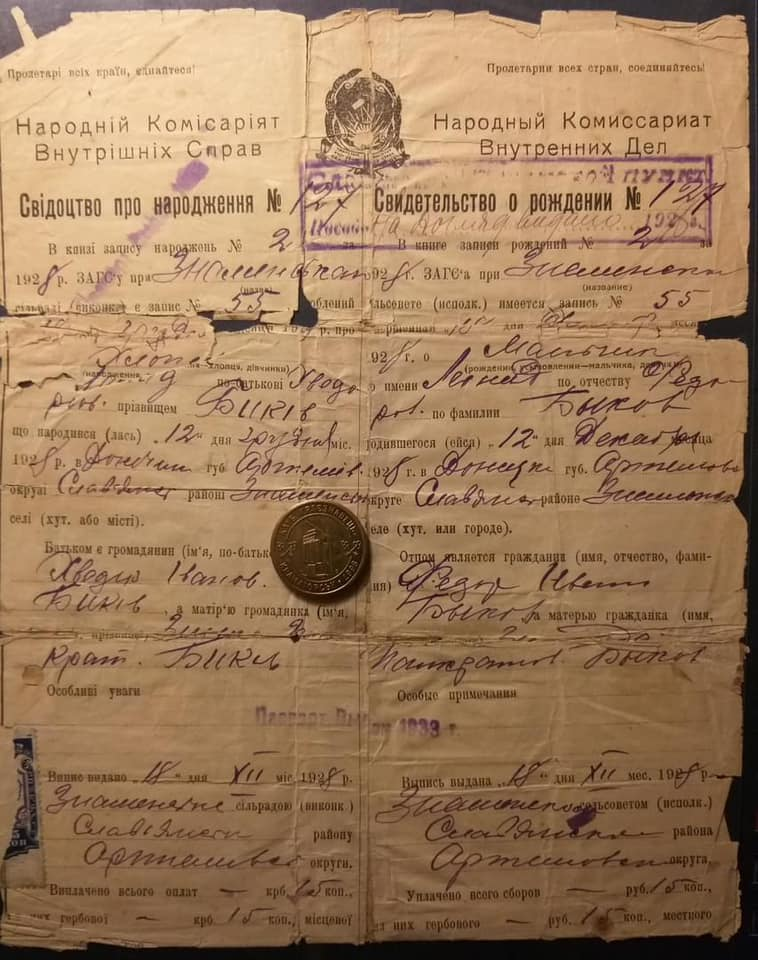
Свідоцтво про народження Леоніда Федоровича Бикова

Під час Декади українського мистецтва у Москві молодого українського актора помітили та запросили на проби на «Ленфільм». Свою першу роль у кіно зіграв у 1952 році на «Ленфільмі» в фільмі «Переможці» (на екрани не вийшов), потім зіграв конюха Сашка у фільмі кіностудії імені Довженка «Доля Марини». Наступну роль отримав у фільмі «Приборкувачка тигрів», де зіграв Петю Мокіна. У 1955 році отримав головну роль у фільмі «Максим Перепелиця». Також зіграв Богатирьова у фільмі «Дорога моя людина» (1958), Акішина у фільмі «Добровольці» (1958), танкіста у фільмі «Травневі зірки» (1959).
У 1960—1969 роках — актор і режисер кіностудії «Ленфільм». Знявся у кінофільмах «Альошкіна любов», «Коли разводять мости» (обидва — 1961), «На семи вітрах» (1962), поставив кінокомедію «Зайчик» (1965), в якій зіграв головну роль.
Із 1969 року — актор і режисер кіностудії імені Довженка. Автор сюжетів сатиричного кіножурналу «Фитиль» (укр. «Ґніт»).
Наприкінці 1960-х років разом з Євгеном Онопрієнком і Олександром Сацьким створив сценарій фільму про льотчиків, який довго не пропускала цензура, через його «негероїчність». Після довгого очікування, в 1973 році, Биков все ж таки зняв «В бій ідуть лише «старі». У цій картині актор зіграв головну роль, прототипом якої став цілий ряд радянських льотчиків Другої світової війни, і в першу чергу Віталій Попков. У 1976 році зняв ще один фільм — «Ати-бати, йшли солдати».
У 1978 році розпочалися зйомки фантастичного сатиричного фільму «Прибулець» за повістю Євгена Шатька «Прибулець-73». Биков виступив як автор сценарію, режисер та виконавець головної ролі інопланетянина Глоуза та колгоспника Юхима. У березні 1979 року була відзнято дві частини фільму на кіноплівку і 5 квітня представлено на суд критиків. Картину мав чекати успіх, однак після загибелі Бикова український режисер Леонід Осика, якому запропонували дозняти стрічку, відмовився завершувати фільм без Бикова.

## Загибель

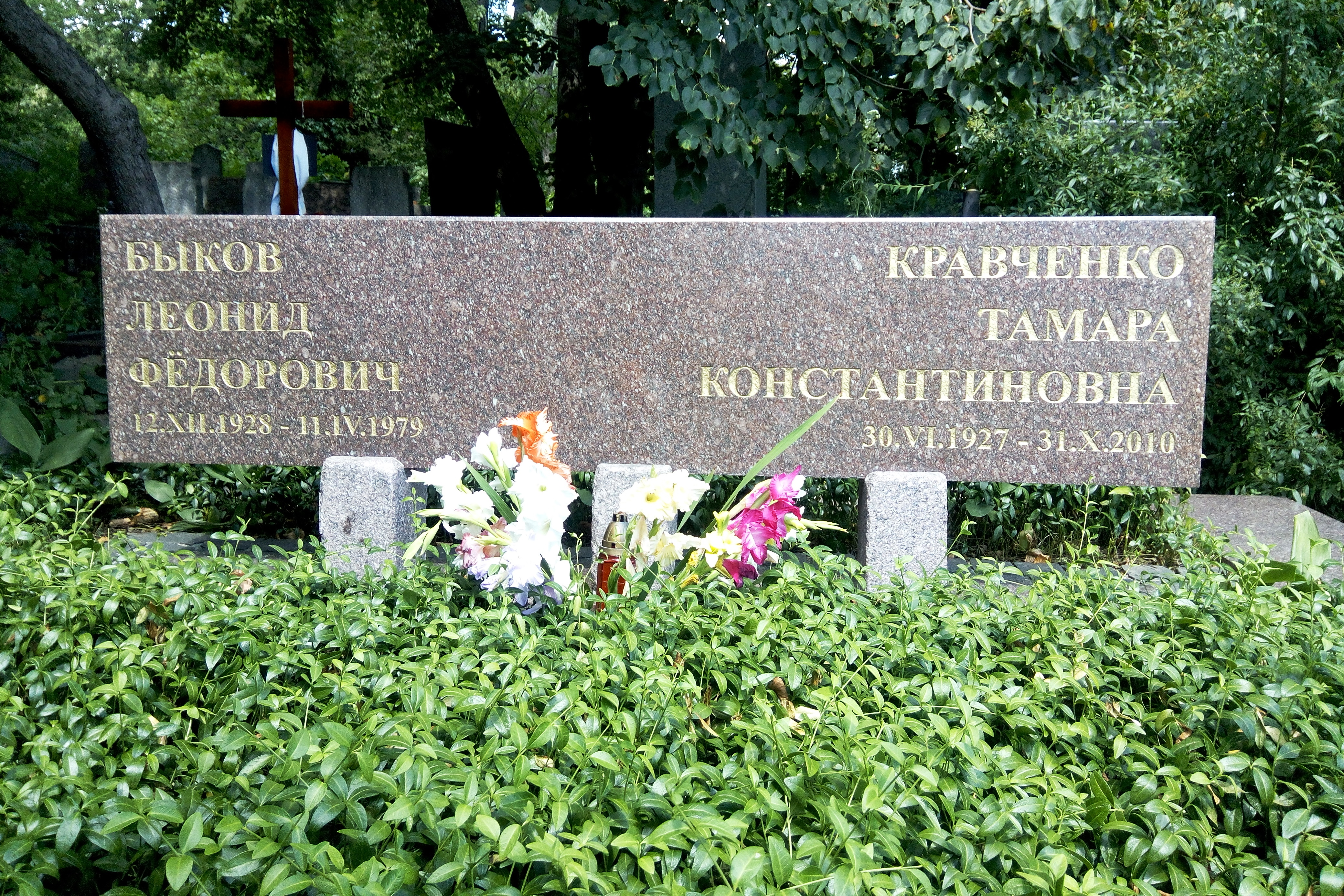
Могила Леонiда Бикова та його дружини Тамари Кравченко на Байковому цвинтарi у 2020 році

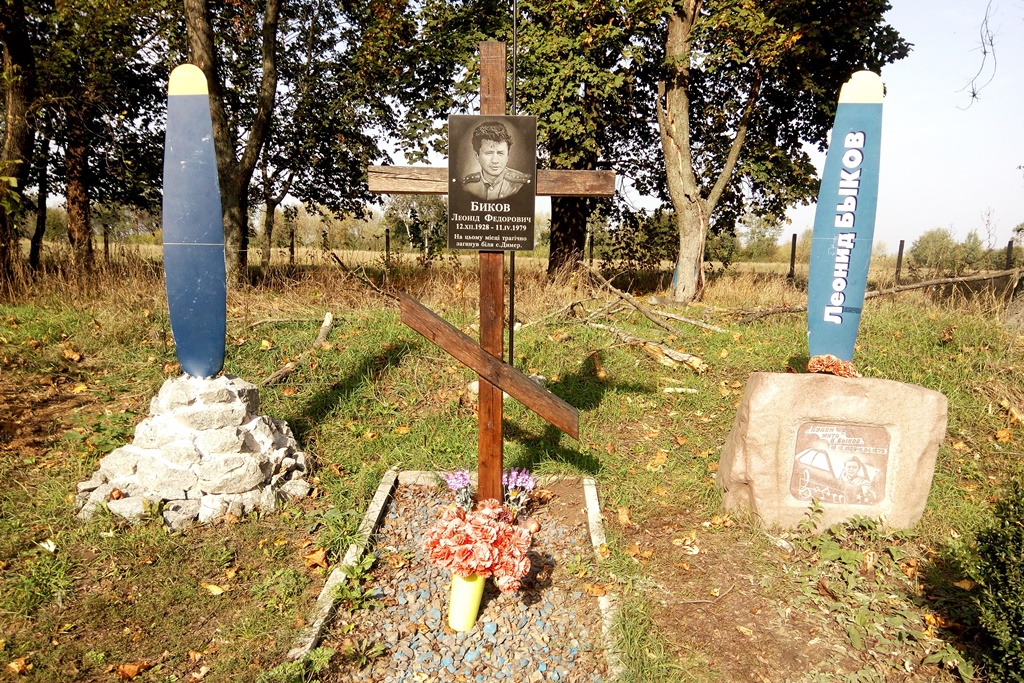
Меморіальний знак у пам'ять про Бикова на трасі біля Димера, 2020 рік

11 квітня 1979 року трагічно загинув у автотрощі на 47-му кілометрі траси Мінськ—Київ. Биков повертався на своїй машині з дачі під Києвом у Страхоліссі, куди їздив порибалити. Попереду нього рухався трактор МТЗ-50 з культиватором, і, з невідомих причин, Биков вирішив його обігнати, не переконавшись у безпеці маневру. Як тільки він став здійснювати обгін, побачив, що йому назустріч рухається вантажівка ГАЗ-53. Биков почав гальмувати, автомобіль розвернуло на слизькій трасі вліво на 90 градусів, однак уникнути зіткнення не вдалося. Вантажівка протягла «Волгу» Бикова приблизно 20 метрів.
| «Слідство велося дуже ретельно. Проводилися консультації з експертами, автогонщиками, експерименти на автодромі «Чайка». Виявилося, що молодий водій зустрічної вантажівки, який вже зібрався було у в'язницю, не винен. Биков був тверезий, але допустився помилки, напевно, через втому. І ніякого інфаркту у нього не було, інакше він відпустив би педаль гальма. Леонід Федорович до останнього намагався запобігти зіткненню.» Оригінальний текст (рос.) «Следствие велось очень тщательно. Проводились консультации с экспертами, автогонщиками, эксперименты на автодроме «Чайка». Оказалось, что молодой водитель встречного грузовика, который уже собрался было в тюрьму, не виновен. Быков был трезв, но допустил оплошность, наверное, из-за усталости. И никакого инфаркта у него не было, иначе он отпустил бы педаль тормоза. Леонид Фёдорович до последнего пытался предотвратить столкновение.» |
Похований 13 квітня на Байковому кладовищі в Києві на ділянці № 33.
На місці загибелі (траса Київ—Іванків, 400 метрів після виїзду з селища Димер у бік Іванкова) встановлено пам'ятний знак. Але свідки аварії стверджують, що зіткнення сталося ще далі від «офіційного» місця[джерело не вказане 678 днів]. За іншою версією — ДТП було зрежисовано спецслужбами СРСР.
За однією з помилкових версій, нібито під час зйомок картини «Прибулець», Леонід пише дивний лист-заповіт на ім'я своїх друзів Миколи Мащенка та Івана Миколайчука, наче передчуваючи швидку трагедію. Але в дійсності, «заповіт» написано за три роки до смерті, після перенесеного ним інфаркту. Лист, за спогадами його дочки Мар'яни, написано на невеличкому аркушику в стилі батька, з назвою «А якщо це кінець…».
| «…Нехай хтось один скаже слово «прощавай», і все. Не треба цирку, так званих почестей. Після цього «дерболизніть» хто скільки може. А потім нехай 2-га ескадрилья вріже «Смуглянку» від початку і до кінця…" Оригінальний текст (рос.) «…Пусть кто-то один скажет слово «прощай», и всё. Не надо цирка, называемого почестями. После этого «дерболызните» кто сколько может. А потом пусть 2-я эскадрилья врежет «Смуглянку» от начала и до конца…» |
На похороні, згідно із цим заповітом, друга ескадрилья заспівала «Смуглянку», і як згадував Микола Мащенко, «тисячі людей спочатку затамували подих, не могли збагнути, що діється, ніколи ж ніхто такого ще не бачив, а потім тисячі людей буквально розридалися.

## Фільмографія

### Акторські роботи
| Рік  | Стрічка                  | Роль                                  | Примітки     |
| ---- | ------------------------ | ------------------------------------- | ------------ |
| 1952 | Переможці                | Пуговиця                              |              |
| 1953 | Доля Марини              | Сашко                                 | Дебют        |
| 1954 | Приборкувачка тигрів     | Петя Мокін                            |              |
| 1955 | Чужа рідня               | Лев Захарович, вчитель                |              |
| 1955 | Максим Перепелиця        | Максим Перепелиця                     | Головна роль |
| 1957 | Поряд з нами             | Микола Жуков, інженер                 | Головна роль |
| 1958 | Люба моя людина          | Паша Богатирьов                       |              |
| 1958 | Добровольці              | Олексій Акішин                        |              |
| 1959 | Травневі зірки           | танкіст Олексій                       |              |
|      | Сварка в Лукашах         | Туз Віктор Терентійович               |              |
| 1960 | Альошкіна любов          | Альошка                               | Головна роль |
| 1960 | Обережно, бабусю!        | Олексій Штиков                        |              |
| 1962 | На семи вітрах           | Гаркуша                               |              |
| 1962 | Горизонт                 | Бригадир цілинного радгоспу           |              |
| 1963 | Коли розводять мости     | Річард                                |              |
| 1963 | Великий фитиль           | диригент симфонічного оркестру        |              |
| 1964 | Зайчик                   | Лев Зайчик                            | Головна роль |
| 1966 | У місті С.               | Візник                                |              |
| 1968 | Розвідники               | Сашко Макаренко                       |              |
| 1970 | Щастя Ганни              | Командир продзагону                   |              |
| 1971 | Де ви, лицарі?           | Вчений Кресовський Ігор Володимирович |              |
| 1973 | В бій ідуть лише «старі» | комеск Титаренко                      | Головна роль |
| 1976 | Ати-бати, йшли солдати   | єфрейтор Віктор Святкін               | Головна роль |

### Режисерські роботи
| Рік  | Стрічка                  | Примітки     |
| ---- | ------------------------ | ------------ |
| 1961 | Як мотузочок не в'ється  |              |
| 1964 | Зайчик                   | Головна роль |
| 1971 | Де ви, лицарі?           | Головна роль |
| 1973 | В бій ідуть лише «старі» | Головна роль |
| 1976 | Ати-бати, йшли солдати   | Головна роль |

### Сценарист
| Рік  | Стрічка                  | Примітки                                |
| ---- | ------------------------ | --------------------------------------- |
| 1973 | В бій ідуть лише «старі» | Головна роль                            |
| 1978 | Прибулець                | За повістю Євгена Шатька «Прибулець-73» |

## Театральні роботи
| Рік прем'єри | Вистава                   | Роль                 | Примітки      |
| ------------ | ------------------------- | -------------------- | ------------- |
| 1951         | Загибель ескадри          | матрос Паллада       |               |
| 1951         | Шельменко-денщик          | старик               | масовка       |
| 1952         | Як гартувалась сталь      | Павка Корчагін       | Головна роль  |
| 1952         | Отелло                    | Блазень              |               |
| 1952         | Лимирівна                 | хлопець-балагур      | роль без слів |
| 1952         | З коханням не жартують    | Москатель            |               |
| 1953         | Не називаючи прізвищ      | хлопчик Ванька-Жанек |               |
| 1954         | Загублене життя           | Селезньов            |               |
| 1954         | Роки блукань              | Павлик Тучков        | Головна роль  |
| 1955         | Персональна справа        | Павлик               |               |
| 1955         | Шляхи людські             | Павлик               |               |
| 1956         | Людина шукає щастя        | Володя Кулішов       | Головна роль  |
| 1956         | Гамлет                    | перший актор         |               |
| 1957         | Вулиця трьох солов'їв, 17 | Пеппі                |               |
| 1957         | Коли цвіте акація         | Борис Прищепін       |               |
| 1958         | Мій друг                  | Максим               |               |
| 1958         | В шуканні радості         | Олег Савін           |               |
| 1958         | Тиха українська ніч       | Тарас Кривошия       |               |
| 1958         | Дорога через Сокольники   | Альошка Вронський    | Головна роль  |
| 1960         | День народження           | Терешко              |               |

## Визнання і нагороди
- Заслужений артист УРСР (1958);
- Заслужений артист РРФСР (1965);
- Народний артист Української РСР (1974);
- Лауреат Всесоюзного кінофестивалю в номінації «Перші премії за акторську роботу» за 1974 рік;
- Лауреат Всесоюзного кінофестивалю в номінації «Перші премії за художні фільми» за 1974 рік;
- Лауреат Державної премії Української РСР імені Т. Г. Шевченка (1977);
- Орден Жовтневої Революції (1978);
- Нагрудний значок «Відмінник культурного шефства над Збройними Силами СРСР».

## Вшанування пам'яті
Ім'я Леоніда Бикова носить ряд об'єктів топонімії, зокрема:
- Бульвар Леоніда Бикова у місті Київ.
- Вулиця Леоніда Бикова у місті Харків.
- Вулиця Леоніда Бикова у місті Запоріжжя.
- Вулиця Леоніда Бикова у місті Дружківка.
- Вулиця Леоніда Бикова у місті Первомайськ.
- Вулиця Леоніда Бикова у місті Покровськ.
- Вулиця Леоніда Бикова у місті Краматорськ.
- Вулиця Леоніда Бикова у місті Слов'янськ.
- Вулиця Леоніда Бикова у місті Суми.

У 1998 році «Укрпошта» випустила художній маркований конверт, присвячений Леоніду Бикову.
2001 року у Києві відкрито пам'ятник військовим льотчикам, зразком для скульптури якого став кінообраз Бикова.
У 2013 році у Харкові в рамках артпроекту «Гордість Харкова» створили мурал, присвячений Бикову.
12 грудня 2018 року на державному рівні в Україні відзначалася пам'ятна дата — 90 років з дня народження Бикова.
На честь Леоніда Бикова названо астероїд 4682 Биков.

## Сім'я
Леонід Биков із дружиною Тамарою Костянтинівною прожив до кінця життя і мав двох дітей — Олександра і Мар'яну. Син Олександр мріяв служити в десантних військах, в чому був підтриманий батьком. Незабаром Олександра Бикова прямо з військової частини відправили до психіатричної клініки із діагнозом шизофренія. Леонід Биков не повірив діагнозу та вимагав повторного проходження медкомісії сином.
Олександр довго не міг знайти роботи. Пізніше важко пережив смерть батька. Згодом одружився. Роботу так і не знайшов. У 1970-х роках неодноразово проводив акції протесту на Хрещатику. Остання протестна акція Олександра Бикова в Україні відбулась 27 березня 1989 року. Того ж року безуспішно намагався провести пікет на Красній площі. Дійшовши до готелю «Москва» з плакатом: «Комуністи, я не хочу з вами жити!» був схоплений і відвезений в слідчий ізолятор «Матроська Тишау. Через п'ять днів був відправлений додому, в Київ. Намагався пішки перейти радянсько-фінський кордон, однак біля Виборга був заарештований, 5 днів голодував у камері Виборзького КДБ.
Згодом здійснив ще дві спроби перейти кордон, був депортований. Згодом успішно перейшов кордон з Угорщиною і у 1991 році через Австрію виїхав до Канади, яка прийняла Олександра Бикова як політичного біженця. За рік до нього приїхала дружина з трьома дітьми. У Канаді народилася четверта дитина. Сам він — будівельник. Діагноз «шизофренія» був визнаний хибним.
Журналістка Дарка Гірна на своєму ютуб каналі Обличчя Незалежності опублікувала власне розслідування «Зруйноване життя Леоніда Бикова», у подробицях розказавши, як Леонід та його сім'я постраждали від переслідувань.

## Галерея

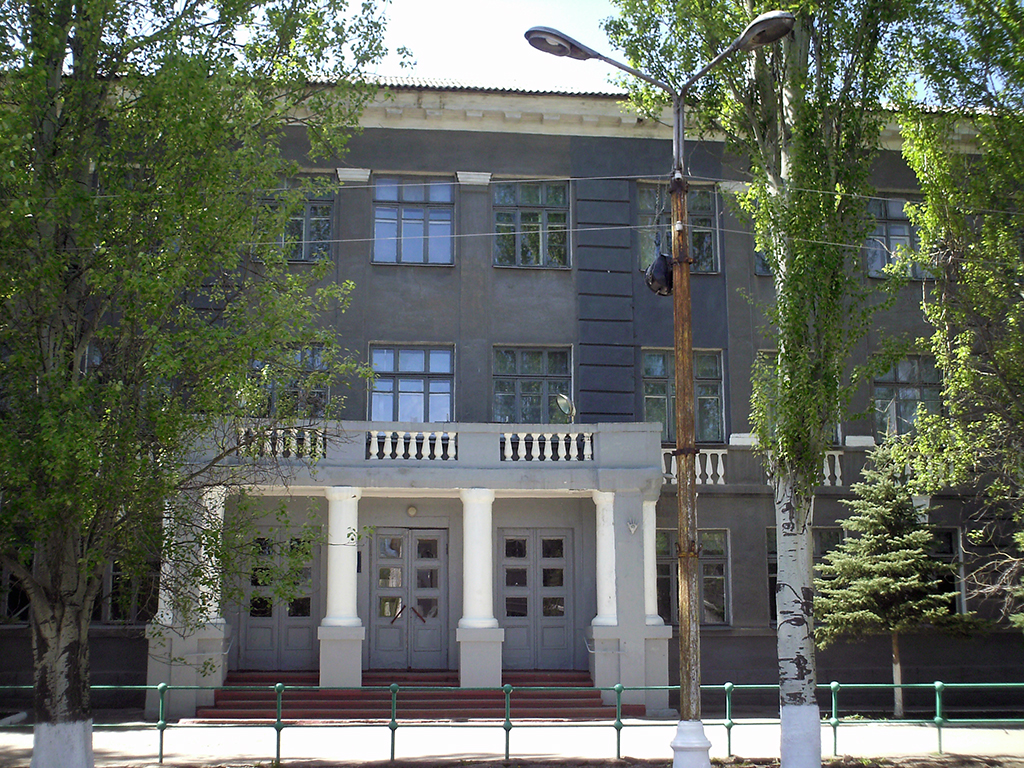
Середня школа № 6 міста Краматорська, в якій навчався Биков
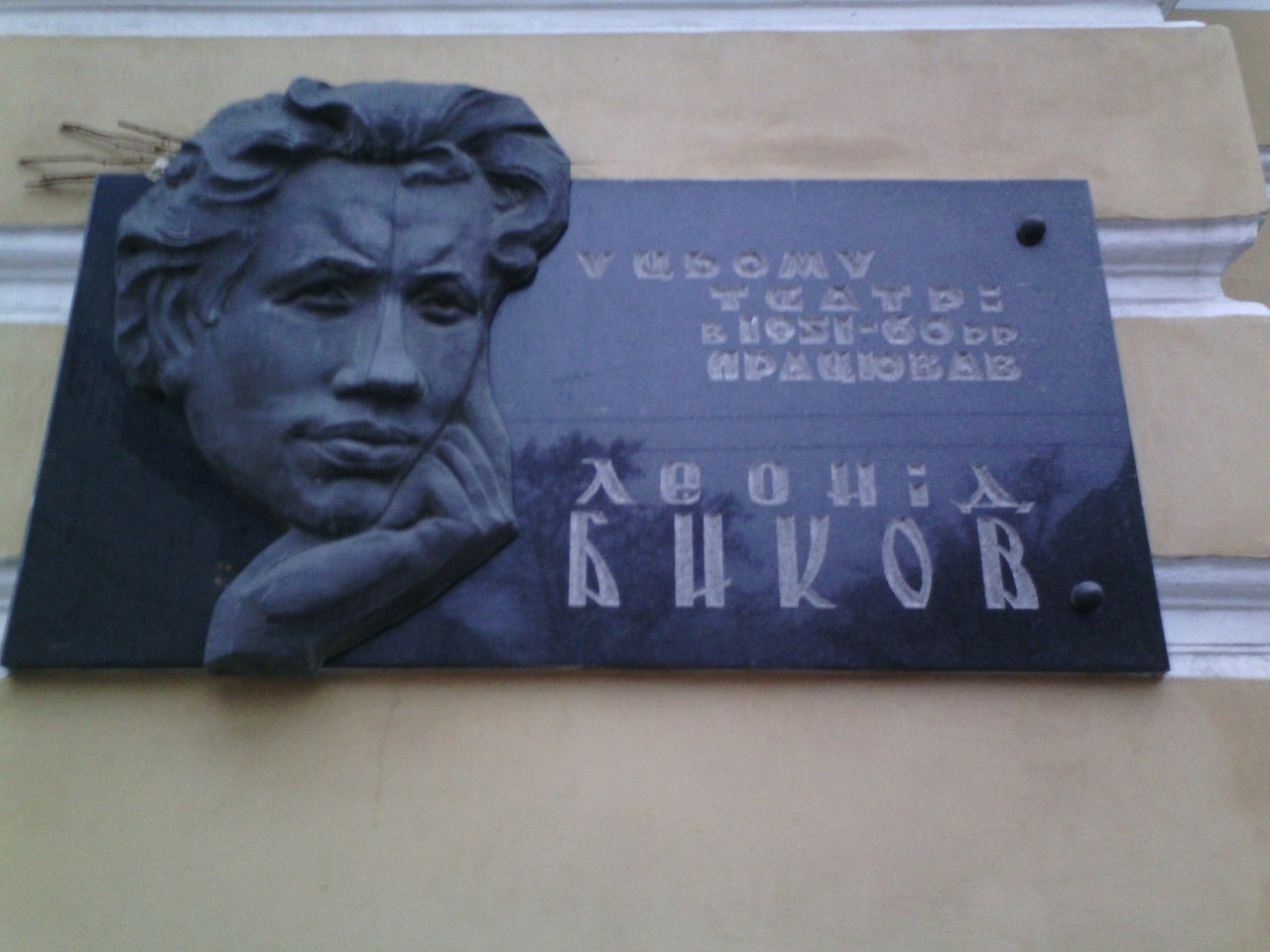
Меморіальна дошка в Харкові на театрі імені Тараса Шевченка
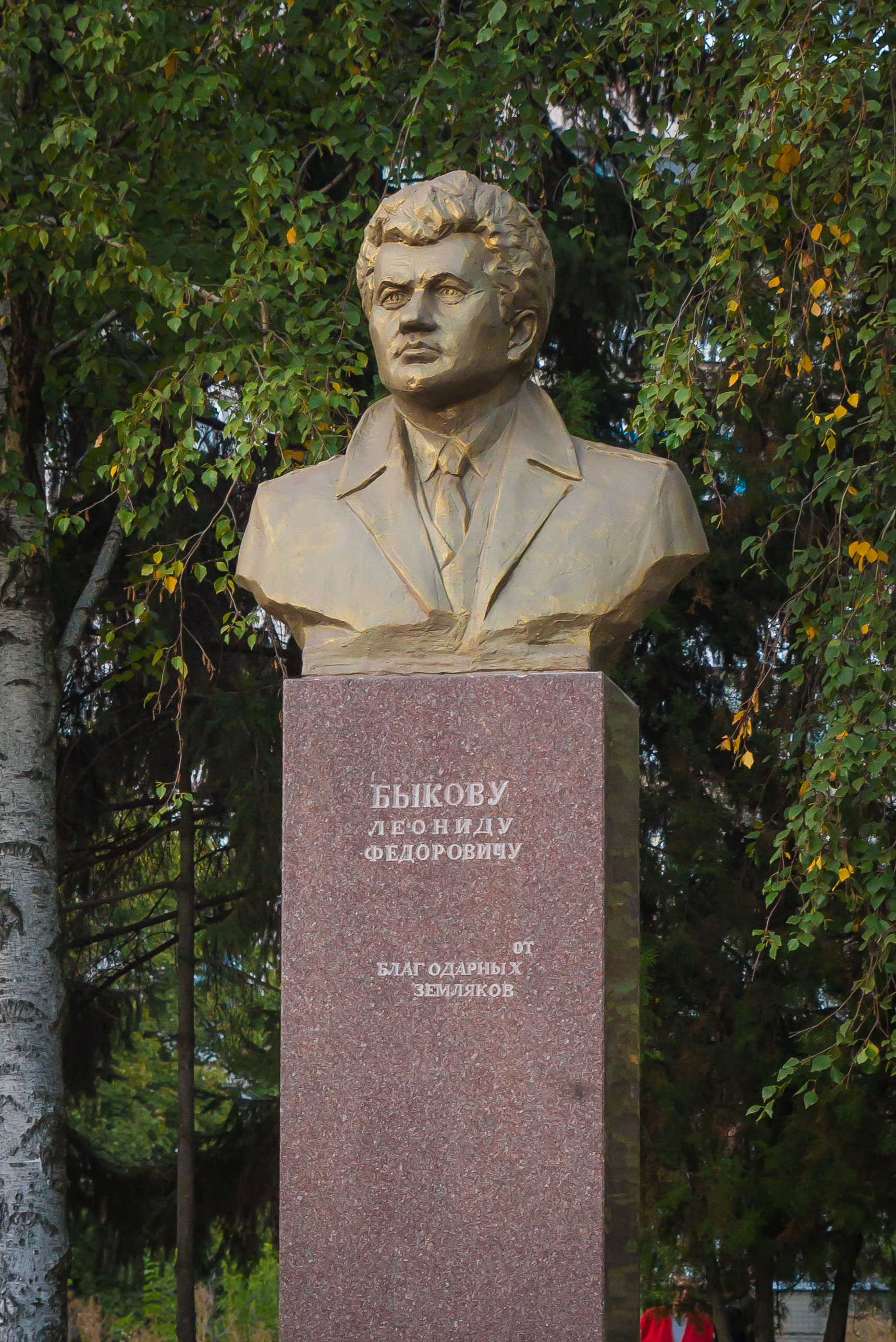
Пам'ятник біля Палацу культури імені Леоніда Бикова, Краматорськ, вултця Шкільна
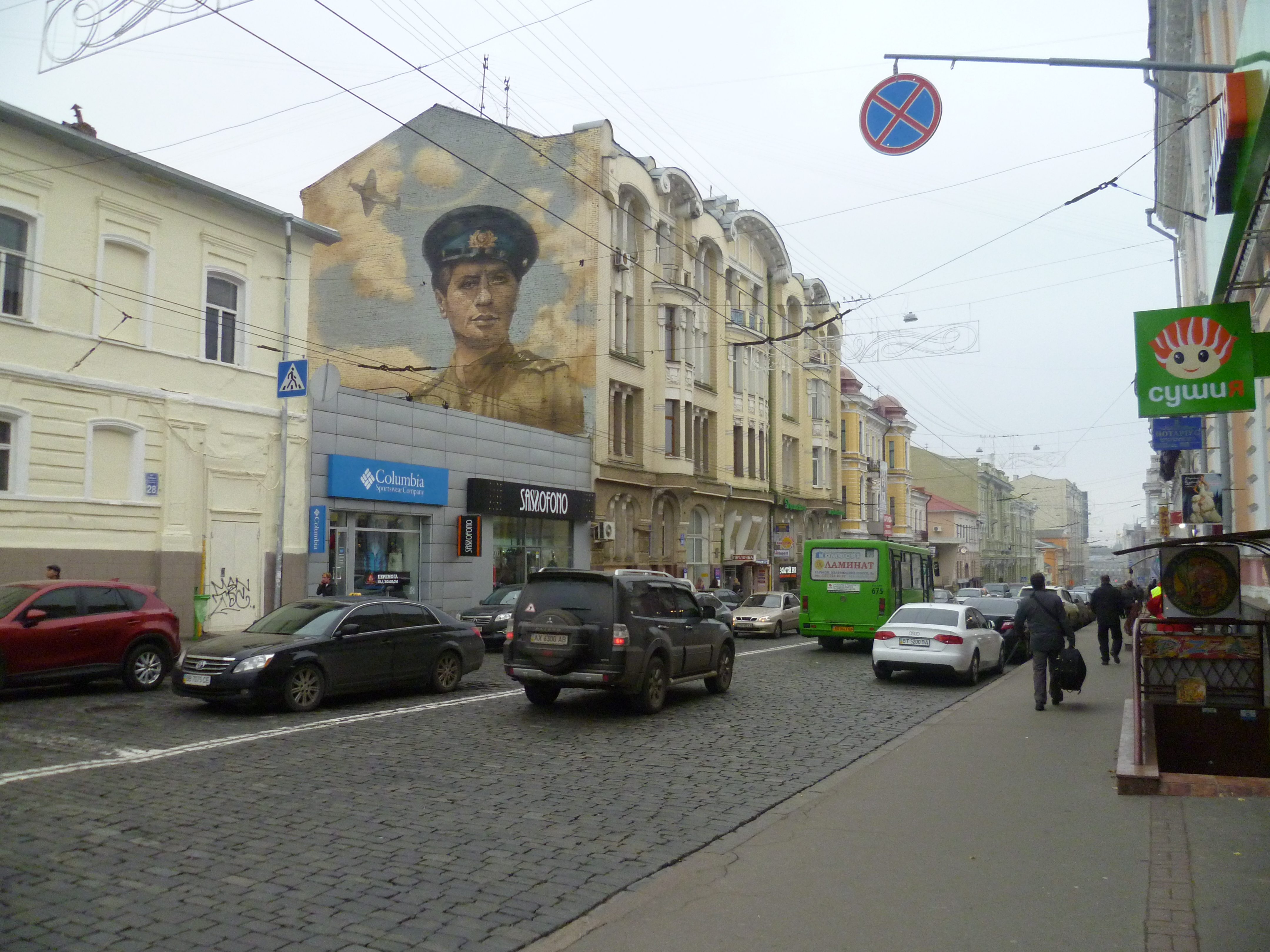
Мурал Леоніду Бикову у ролі Маестро з кінофільму «В бій ідуть тільки «старики». Харків, вулиця Сумська, 26
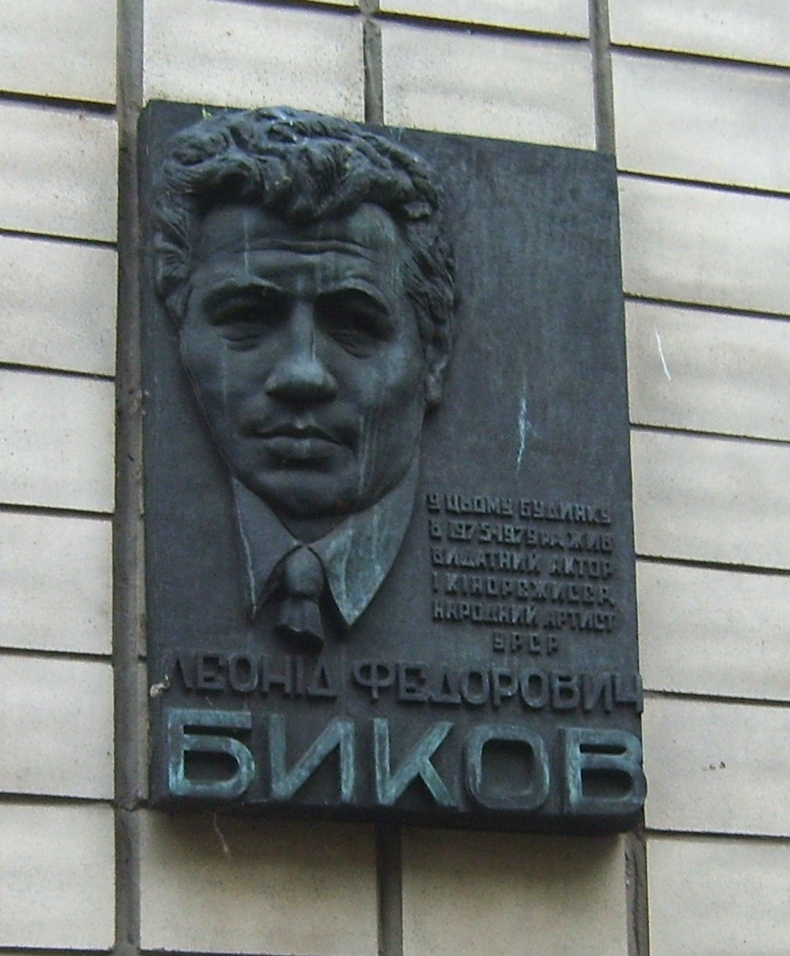
Меморіальна дошка на будинку № 8 по вулиці Ованеса Туманяна в Києві, де в 1975—1979 роках жив Леонід Биков
Меморіальна дошка на честь Леоніда Федоровича Бикова, встановлена на адміністративному корпусі кіностудії імені Олександра Довженка у Києві